# Monaški skakavci
Monaški skakavci (trnovratke; lat. Tetrigidae), jedna od najmanje poznatih i najmanje na svijetu ortopterološki proučavanih porodica ravnokrilaca iz podreda skakavaca Caelifera. Monaški skakavci su maleni rastom i neuglednog izgleda, i ne glasaju se, kao što to rade neki drugi skakavci. karakterizira ih i to što je odsutan arolijum, "jastučić" između kandžica, i tarzusi, ("stopalo" insekata, segment noge ispod tibije), koji se kod prednjih i srednjih nogu sastoji od dva članka, te stražnjih od tri. Gornja ploča protoraksa (pronotum), obično potpuno prekriva abdomen s dorzalne strane.
U Hrvatskoj je trenutno poznato jedanaest vrsta trnovratki, to su:
- obalna (Paratettix meridionalis),
- udubljena (Tetrix depressa),
- dvotočkasta (Tetrix bipunctata),
- kraussova (Tetrix kraussi),
- dugoticalna (Tetrix tenuicornis),
- transilvanijska (Tetrix transsylvanica),
- zapadna (Tetrix undulata),
- bolivarova (Tetrix bolivari),
- ceperojeva (Tetrix ceperoi),
- vitka (Tetrix subulata) i
- türkova (Tetrix tuerki).[1]

## Podjela
Postoji osam potporodica, plus 9 rodova koji nisu doznačerni nijednoj od njih, a tri su među njih fosili.
1. Batrachideinae Bolívar, 1887[2]
2. Cladonotinae Bolívar, 1887[2]
3. Discotettiginae Hancock, 1907[2]
4. Lophotettiginae Hancock, 1909[2]
5. Metrodorinae Bolívar, 1887[2]
6. Scelimeninae Bolívar, 1887[2]
7. Tetriginae Rambur, 1838[2]
8. Tripetalocerinae Bolívar, 1887[2]
9. † Archaeotetrix Sharov, 1968[2]
10. † Eotetrix Gorochov, 2012[2]
11. Lepocranus Devriese, 1991[2]
12. Paramphinotus Zheng, 2004[2]
13. Peronotettix Rehn, 1952[2]
14. † Prototetrix Sharov, 1968[2]
15. Pseudosystolederus Günther, 1939[2]
16. Rehnitettix Günther, 1939[2]
17. Silanotettix Günther, 1959[2]

## Galerija
- Tripetalocera ferruginea (pripadnik potporodice Tripetalocerinae, tipski rod i tipska vrsta - tj. rod i vrsta po kojima je potporodica opisana). Svojstvena su za vrstu ogromna ticala koja se sastoje samo od osam članaka, a kod svih ostalih trnovratki uobičajeno po preko 12.
- Paratettix cucullatus ?
- Tetrix undulata
- Tetrix bipunctata
- Discotettix belzebuth - pripadnik potporodice Scelimeninae, vrstu karakteriziraju prošireni članci na ticalima i velike bodlje na pronotumu.
- † Electrotettix attenboroughi - fosilna vrsta otkrivena u srednjoameričkom jantaru, ime roda potječe od grčke riječi za jantar, a ime vrste dano je u čast sir Davidu Attenborough.

## Vanjske poveznice
|  | Zajednički poslužitelj ima još gradiva o temi Tetrigidae |
|  | Wikivrste imaju podatke o taksonu Tetrigidae             |